# 第9独立親衛自動車化狙撃旅団 (ロシア陸軍)
第9独立親衛自動車化狙撃旅団（だい9しんえいどくりつじどうしゃかそげきりょだん、ロシア語: 9-я отдельная гвардейская моторизованная снайперская бригада）は、ロシア陸軍の旅団。第51親衛諸兵科連合軍指揮下にある。

## 歴史
- 2016年ごろ：ドネツク人民共和国人民民兵の第9独立特別海兵連隊として編成[1]。その後、ドネツクでウクライナ軍と戦闘[1]。
- 2022年2月24日より、ウクライナ侵攻に参加[1]。
- 2023年初頭：第8親衛諸兵科連合軍の指揮下に入る。その後2024年に第51親衛諸兵科連合軍指揮下に入った[1]。
- 2024年2月17日：プーチンロシア大統領はアウディーデイウカの戦いにおいて部隊の活躍について言及した[1]。

## 編成
- 自動車化狙撃大隊
- 偵察・狙撃中隊
- 戦車大隊
- NBC保護部隊
- 電子戦部隊
- 修理部隊
- 医療部隊

（出典：）